# 2018년 6월
| 2018년: 1월 · 2월 · 3월 · 4월 · 5월 · 6월 · 7월 · 8월 · 9월 · 10월 · 11월 · 12월 |

| \| 2018년 6월 1일 (금요일) \| \| 편집 \| |  |      |
| 국제 관계 - 2018년 북미정상회담: 미국 워싱턴 D.C. 백악관에서 도널드 트럼프 미국 대통령과 김영철 노동당 부위원장이 약 80여 분간의 면담을 가졌다. 이 자리에서 김 부위원장은 김정은 국무위원장의 친서를 전달하였다. 면담 이후 트럼프 대통령은 예정대로 6월 12일에 정상회담이 진행될 것이라고 확인하였다. 정치와 선거 - 스페인에서 내각 불신임 결의가 통과되면서 마리아노 라호이 총리가 실각하였다. 신임 총리에는 스페인 사회노동당의 사무총장인 페드로 산체스가 취임하였다. - 이탈리아에서 주세페 콘테가 신임 총리로 취임하였다. 2018년 이탈리아 총선은 지난 3월에 치러졌으나, 이후 연립정부 구성이 지연되면서 무정부 상태가 이어져왔다. |  |      |
| 2018년 6월 1일 (금요일) |  | 편집 |

| 2018년 6월 1일 (금요일) |  | 편집 |

| \| 2018년 6월 2일 (토요일) \| \| 편집 \| |  |      |
|                                          |  |      |
| 2018년 6월 2일 (토요일)                  |  | 편집 |

| 2018년 6월 2일 (토요일) |  | 편집 |

| \| 2018년 6월 3일 (일요일) \| \| 편집 \| |  |      |
| 사고 - 서울 용산구 한강로2가에 있는 4층짜리 상가 건물이 갑자기 붕괴되어 60대 여성이 부상을 당했다. 정치와 선거 - 2018년 슬로베니아 총선에서 야네즈 얀샤가 이끄는 슬로베니아 민주당이 25석을 차지하며 제1당이 되었다. 그러나 전체 90석의 과반인 46석에 미치지 못함에 따라, 연립정부(연정) 구성을 위한 협상이 불가피하게 되었다. 재해 - 과테말라에서 푸에고 화산이 폭발하였다. 화산은 화산 가스와 화산 쇄설물을 내뿜었으며, 화산재 구름은 약 1만 미터까지 치솟았다. 재난 당국은 최소 25명이 숨지고, 수백명이 부상을 입었으며, 약 3,100여 명의 주민을 대피시켰다고 밝혔다. |  |      |
| 2018년 6월 3일 (일요일) |  | 편집 |

| 2018년 6월 3일 (일요일) |  | 편집 |

| \| 2018년 6월 4일 (월요일) \| \| 편집 \| |  |      |
| 국제 관계 - 2018년 북미정상회담: 회담 장소가 싱가포르 센토사섬의 카펠라 호텔(Capella Singapore)로 결정되었다. 경제와 비즈니스 - 스타벅스는 하워드 슐츠 회장이 오는 26일 물러난다고 밝혔다. 후임자로는 마이런 얼먼(Myron E. Ullman)이 결정되었다. 얼먼은 백화점 체인 J. C. 페니의 최고경영자(CEO)를 지낸 바 있다. |  |      |
| 2018년 6월 4일 (월요일) |  | 편집 |

| 2018년 6월 4일 (월요일) |  | 편집 |

| \| 2018년 6월 5일 (화요일) \| \| 편집 \| |  |      |
| 경제와 비즈니스 - 영국 정부가 히스로 공항의 제3 활주로 건설을 승인하였다. 이는 지난 2003년 신설 계획이 나온지 15년 만이다. 이에 대하여 영국 의회는 21일 이내에 표결을 진행해야 한다. 재해 - 지난 6월 3일의 푸에고 화산 폭발로 인한 사망자가 최소 82명 이상으로 늘었다. |  |      |
| 2018년 6월 5일 (화요일) |  | 편집 |

| 2018년 6월 5일 (화요일) |  | 편집 |

| \| 2018년 6월 6일 (수요일) \| \| 편집 \|                                                                                      |  |      |
| 스포츠 - 미국의 야구 선수 레드 쇼인딘스트가 95세를 일기로 숨졌다. 쇼인딘스트는 1989년 미국 야구 명예의 전당에 헌액된 바 있다. |  |      |
| 2018년 6월 6일 (수요일) |  | 편집 |

| 2018년 6월 6일 (수요일) |  | 편집 |

| \| 2018년 6월 7일 (목요일) \| \| 편집 \| |  |      |
| 국제 관계 - 키르기스스탄에서 열린 국제철도협력기구(OSJD) 장관급 회의에서 대한민국의 정회원 가입이 만장일치로 통과되었다. 스포츠 - 가나 정부가 부패와 관련하여 가나 축구 협회를 해산한다고 밝혔다. |  |      |
| 2018년 6월 7일 (목요일) |  | 편집 |

| 2018년 6월 7일 (목요일) |  | 편집 |

| \| 2018년 6월 8일 (금요일) \| \| 편집 \| |  |      |
| 국제 관계 - 제44차 G7 정상회담이 캐나다 퀘벡주의 라말베(La Malbaie)에서 열렸다. 정치와 선거 - 대한민국 제7회 지방 선거: 대한민국 전역의 사전투표소에서 6월 8일, 6월 9일 이틀 동안 사전 투표가 진행된다. |  |      |
| 2018년 6월 8일 (금요일) |  | 편집 |

| 2018년 6월 8일 (금요일) |  | 편집 |

| \| 2018년 6월 9일 (토요일) \| \| 편집 \| |  |      |
| 국제 관계 - 상하이 협력 기구 제18차 회의가 중화인민공화국 칭다오에서 열렸다. 회의는 6월 9일, 6월 10일 이틀 동안 진행된다. 정치와 선거 - 대한민국 제7회 지방 선거: 대한민국 전역에 실시된 사전 투표 결과, 합계 20.14%의 사전 투표율을 기록하였다. 한편, 국회의원 재보궐 선거의 사전 투표율은 합계 21.07%로 나타났다. 사건 - 일본 가나가와현 신요코하마 역과 오다와라 역 사이를 주행하던 도카이도 신칸센 '노조미 265호' 12호차에서 안에서 묻지마 살인 사건이 발생하여 남자 승객 1명이 죽고 여자 승객 2명이 부상을 입었다. |  |      |
| 2018년 6월 9일 (토요일) |  | 편집 |

| 2018년 6월 9일 (토요일) |  | 편집 |

| \| 2018년 6월 10일 (일요일) \| \| 편집 \|                                                                                              |  |      |
| 국제 관계 - 2018년 북미정상회담: 조선민주주의인민공화국의 김정은 국무위원장, 미국의 도널드 트럼프 대통령이 각각 싱가포르에 도착하였다. |  |      |
| 2018년 6월 10일 (일요일) |  | 편집 |

| 2018년 6월 10일 (일요일) |  | 편집 |

| \| 2018년 6월 11일 (월요일) \| \| 편집 \| |  |      |
|                                           |  |      |
| 2018년 6월 11일 (월요일)                  |  | 편집 |

| 2018년 6월 11일 (월요일) |  | 편집 |

| \| 2018년 6월 12일 (화요일) \| \| 편집 \| |  |      |
| 국제 관계 - 2018년 북미정상회담: 조선민주주의인민공화국 김정은 국무위원장과 미국 도널드 트럼프 대통령 간의 정상회담이 싱가포르 센토사섬에서 진행되었다. - 알렉시스 치프라스 그리스 총리와 조란 자에프 마케도니아 총리가 마케도니아 국호 분쟁을 종식시키기 위한 프레스파 협정에 합의하였다. 마케도니아 공화국이 '북마케도니아 공화국'로 나라 이름을 고치는 대신, 그리스는 그간 반대해온 유럽 연합(EU)과 북대서양조약기구(NATO) 가입을 반대하지 않기로 하였다. |  |      |
| 2018년 6월 12일 (화요일) |  | 편집 |

| 2018년 6월 12일 (화요일) |  | 편집 |

| \| 2018년 6월 13일 (수요일) \| \| 편집 \| |  |      |
| 경제와 비즈니스 - 미국 연방준비제도(Fed, 연준)가 기준금리를 0.25% 인상(1.5%~1.75% → 1.75%~2.00%)하였다. 연준은 지난 3월 21일 정례회의에서도 금리를 인상한 바 있다. 스포츠 - 2026년 FIFA 월드컵: 국제축구연맹(FIFA)이 멕시코·미국·캐나다의 공동 개최를 결정하였다. 정치와 선거 - 제7회 전국동시지방선거: 대한민국 전역에서 지방자치단체의 장을 비롯하여 지방의회(광역 의회·기초 의회) 의원 등을 선출하기 위한 선거가 실시되었다. 또한 2018년 재보궐선거가 함께 치러져, 12명의 국회의원을 재선출하였다. |  |      |
| 2018년 6월 13일 (수요일) |  | 편집 |

| 2018년 6월 13일 (수요일) |  | 편집 |

| \| 2018년 6월 14일 (목요일) \| \| 편집 \|                                                        |  |      |
| 스포츠 - 2018년 FIFA 월드컵: 러시아에서 FIFA 월드컵 대회가 열렸다. 대회는 7월 15일까지 진행된다. |  |      |
| 2018년 6월 14일 (목요일)                                                                         |  | 편집 |

| 2018년 6월 14일 (목요일) |  | 편집 |

| \| 2018년 6월 15일 (금요일) \| \| 편집 \| |  |      |
| 스포츠 - 2018년 FIFA 월드컵: 예선 B조 포르투갈 vs 스페인 경기에서 크리스티아누 호날두(포르투갈)가 해트트릭 기록하고, 경기는 3:3 무승부가 되었다. 사건 - 대한민국 서울 강남의 유명 재수 종합학원인 강남대성학원에서 결핵 확진자가 발생해 보건 당국이 역학조사에 나섰다. |  |      |
| 2018년 6월 15일 (금요일) |  | 편집 |

| 2018년 6월 15일 (금요일) |  | 편집 |

| \| 2018년 6월 16일 (토요일) \| \| 편집 \|                                        |  |      |
| 경기도 부천시의 소사역과 시흥~안산의 원시역을 연결하는 소사-원시선이 개통되었다. |  |      |
| 2018년 6월 16일 (토요일)                                                         |  | 편집 |

| 2018년 6월 16일 (토요일) |  | 편집 |

| \| 2018년 6월 17일 (일요일) \| \| 편집 \|                                 |  |      |
| 재해 - 전라북도 군산시에서 유흥주점을 방화하여 3명이 사망, 30명이 다쳤다. |  |      |
| 2018년 6월 17일 (일요일)                                                  |  | 편집 |

| 2018년 6월 17일 (일요일) |  | 편집 |

| \| 2018년 6월 18일 (월요일) \| \| 편집 \| |  |      |
| 사고 - KM 시나르 방운호 침몰 사고: 인도네시아에서 여객선 침몰 사고가 발생하였다. 이 사고로 최소 4명이 숨지고, 193명이 실종되었다. 사회 - 대한민국 국토교통부와 한국철도공사(코레일)는 승차권의 취소·반환 위약금 징수 시점(출발 1시간 전→3시간 전으로 변경) 등을 비롯한 일련의 여객운송약관을 개정하고, 7월 1일부터 시행한다고 밝혔다. 스포츠 - 2018년 FIFA 월드컵: 예선 G조 벨기에 vs 파나마 경기에서 루카쿠의 2골로 경기는 3:0으로 벨기에가 승리했다. - 2018년 FIFA 월드컵: 예선 F조 대한민국 vs 스웨덴 경기에서 그란크비스트의 PK골로 경기는 0:1으로 스웨덴이 승리했다. 재해 - 2018년 오사카부 북부 지진: 일본 오사카부에서 릭터 규모 6.1의 지진이 발생하였다. |  |      |
| 2018년 6월 18일 (월요일) |  | 편집 |

| 2018년 6월 18일 (월요일) |  | 편집 |

| \| 2018년 6월 19일 (화요일) \| \| 편집 \| |  |      |
| 국제 관계 - 한미 연합훈련 일시 중단을 결정했지만, 북한의 비핵화 협의에 따라 훈련이 재개될 수 있다는 여지는 남긴 것으로 보인다. 사건 - 대한민국 전라남도 강진군에서 16세 여고생이 집을 나선뒤 실종된 사건이 발생하였다. |  |      |
| 2018년 6월 19일 (화요일) |  | 편집 |

| 2018년 6월 19일 (화요일) |  | 편집 |

| \| 2018년 6월 20일 (수요일) \| \| 편집 \| |  |      |
| 사회 - 캐나다가 기호용 대마초(마리화나)를 합법화 하기로 하였다. 쥐스탱 트뤼도 캐나다 총리는 전날 상원을 통과한 관련 법에 따라 오는 2018년 10월 17일 부터 대마초 재배와 소비를 합법화 한다고 밝혔다. 캐나다의 기호용 대마초의 합법화는 지난 2013년 우루과이에 이어 세계에서 두 번째이다. |  |      |
| 2018년 6월 20일 (수요일) |  | 편집 |

| 2018년 6월 20일 (수요일) |  | 편집 |

| \| 2018년 6월 21일 (목요일) \| \| 편집 \| |  |      |
|                                           |  |      |
| 2018년 6월 21일 (목요일)                  |  | 편집 |

| 2018년 6월 21일 (목요일) |  | 편집 |

| \| 2018년 6월 22일 (금요일) \| \| 편집 \| |  |      |
| 국제 관계 - 2018년 북미정상회담: 미국 국방부는 대한민국 당국과 협조하여 을지 프리덤 가디언 훈련과 한미해병대 연합훈련 등을 무기한 중단한다고 밝혔다. |  |      |
| 2018년 6월 22일 (금요일) |  | 편집 |

| 2018년 6월 22일 (금요일) |  | 편집 |

| \| 2018년 6월 23일 (토요일) \| \| 편집 \| |  |      |
| 부고 - 대한민국 김종필 전 국무총리가 92세를 일기로 숨졌다. 스포츠 - 2018년 FIFA 월드컵: 예선 F조 대한민국 vs 멕시코 경기에서 벨라와 에르난데스의 각 1골을, 후반부에서 손흥민의 1골로 경기는 1:2으로 멕시코가 승리했다. - 2018년 FIFA 월드컵: 예선 F조 독일 vs 스웨덴 경기에서 로이스와 크로스의 각 1골을, 스웨덴에서 토이보넨의 골로 경기는 2:1으로 독일이 승리했다. |  |      |
| 2018년 6월 23일 (토요일) |  | 편집 |

| 2018년 6월 23일 (토요일) |  | 편집 |

| \| 2018년 6월 24일 (일요일) \| \| 편집 \| |  |      |
| 법과 범죄 - 대한민국 전라남도 강진군에서 8일 전 실종된 여고생으로 추정되는 시신이 발견되었다. 사회 - 사우디아라비아가 여성의 운전 금지를 해제하였다. 이에 따라 여성의 차량 및 이륜차 운전이 가능하게 되었다. 정치와 선거 - 터키에서 대통령 및 국회의원을 선출하기 위한 동시 선거가 실시되었다. 레제프 타이이프 에르도안 대통령이 재선하였으며, 국회의원 선거에서는 집권당인 정의개발당(AKP, 42.5% 득표)이 제1당을 유지하였다. 집권당 단독 과반을 유지하는데는 실패하였으나, 연대한 민족주의행동당(MHP, 11.2% 득표)과 함께 과반 의석을 확보하였다. |  |      |
| 2018년 6월 24일 (일요일) |  | 편집 |

| 2018년 6월 24일 (일요일) |  | 편집 |

| \| 2018년 6월 25일 (월요일) \| \| 편집 \| |  |      |
|                                           |  |      |
| 2018년 6월 25일 (월요일)                  |  | 편집 |

| 2018년 6월 25일 (월요일) |  | 편집 |

| \| 2018년 6월 26일 (화요일) \| \| 편집 \| |  |      |
| 사회 - 대한민국 국토교통부는 2018년 7월 1일부터 동인천역과 용산역 간에 특급 열차 확대 운영을 비롯, 수도권 전철 1호선(경인선, 경원선, 장항선)과 경의선, 분당선 등 광역전철 5개 노선에서 급행열차를 신설·확대 운영한다고 밝혔다. 사고 - 대한민국 김포공항에서 대한항공 여객기와 아시아나항공 여객기 간의 추돌사고가 발생했다. 사고로 인한 인명 피해는 없었다. - 대한민국 세종시 새롬동의 한 아파트 건설 현장에 화재가 발생해 사망자 3명, 부상자 37명이 발생하였다. - 대한민국 안성시에서 무면허 고교생이 운전하다가 사고가 발생하였다. 이 사고로 최소 4명이 숨지고, 1명이 부상을 입었다. |  |      |
| 2018년 6월 26일 (화요일) |  | 편집 |

| 2018년 6월 26일 (화요일) |  | 편집 |

| \| 2018년 6월 27일 (수요일) \| \| 편집 \| |  |      |
| 법과 범죄 - 미국 연방대법원 대법관 앤서니 케네디가 오는 7월 31일 은퇴한다고 밝혔다. - 대한민국 대구도시철도 2호선 반월당역 승강장에서 지하철을 기다리던 20대 남성 2명에게 알루미늄 야구방망이로 맞아 큰화제가 되었다. 부고 - 미국의 소설가 할런 엘리슨이 84세를 일기로 숨졌다. - 미국의 음악 그룹 잭슨 파이브의 매니저로 활동하였던 조지프 잭슨이 89세를 일기로 숨졌다. 스포츠 - 2018년 FIFA 월드컵: 예선 F조 대한민국 vs 독일 경기에서 김영권과 손흥민의 각 1골로 2:0으로 대한민국 승리했다. 하지만 두 팀 모두 조별리그에서 탈락하였다. F조에서는 스웨덴, 멕시코가 16강전에 진출하였다. |  |      |
| 2018년 6월 27일 (수요일) |  | 편집 |

| 2018년 6월 27일 (수요일) |  | 편집 |

| \| 2018년 6월 28일 (목요일) \| \| 편집 \| |  |      |
| 법과 범죄 - 대한민국 헌법재판소가 대체복무제에 대한 규정이 없는 병역법에 대해서 헌법불합치로 판결하고 2019년 12월 31일까지 양심적 병역 거부자들을 위한 대체복무를 마련하라고 하였다. 한편, 양심적 병역 거부 처벌 조항에 대하여는 합헌으로 결정하였다. 스포츠 - 2018년 FIFA 월드컵 H조: 일본이 아시안 팀 중 유일하게 16강에 진출하였다. 일본은 세네갈과 승점과 골득실, 득점까지 동률을 기록하였고, 이에 따라 페어플레이 점수로 순위가 결정되었다. H조에서는 콜롬비아(1위), 일본(2위)이 16강에 진출하였다. |  |      |
| 2018년 6월 28일 (목요일) |  | 편집 |

| 2018년 6월 28일 (목요일) |  | 편집 |

| \| 2018년 6월 29일 (금요일) \| \| 편집 \| |  |      |
| 법과 범죄 - 독일 스튀켄브로크 소재 금속부품회사 ARI 아르마튀렌에서 도시락에 아세트산 납 (IV) 독을 넣어 직장동료 21명을 죽인 연쇄살인사건이 발생하였다.[출처] 부고 - 2000년 노벨 생리학·의학상 수상자 중 한 명인 아르비드 칼손이 95세를 일기로 숨졌다. 사고 - 인도네시아 발리섬에서 화산분화가 시작됨에 따라 항공편 일부가 결항되었다. |  |      |
| 2018년 6월 29일 (금요일) |  | 편집 |

| 2018년 6월 29일 (금요일) |  | 편집 |

| \| 2018년 6월 30일 (토요일) \| \| 편집 \| |  |      |
| 사고 - 대한민국 인천광역시 월미도 7m 높이서 놀이기구 추락하는 사고가 발생하였다. 그 과정에서 5명이 부상을 당하였다. 정치 - 제주 난민 사태에 대한 집회가 열리다. |  |      |
| 2018년 6월 30일 (토요일) |  | 편집 |

| 2018년 6월 30일 (토요일) |  | 편집 |

| <          | 2018년 6월 | 2018년 6월 | 2018년 6월 | 2018년 6월  | 2018년 6월  | >          |
| 일         | 월         | 화         | 수         | 목          | 금          | 토         |
|            |            |            |            |             | 1 4.18 갑자 | 2 19 을축  |
| 3 20 병인  | 4 21 정묘  | 5 22 무진  | 6 23 기사  | 7 24 경오   | 8 25 신미   | 9 26 임신  |
| 10 27 계유 | 11 28 갑술 | 12 29 을해 | 13 30 병자 | 14 5.1 정축 | 15 2 무인   | 16 3 기묘  |
| 17 4 경진  | 18 5 신사  | 19 6 임오  | 20 7 계미  | 21 8 갑신   | 22 9 을유   | 23 10 병술 |
| 24 11 정해 | 25 12 무자 | 26 13 기축 | 27 14 경인 | 28 15 신묘  | 29 16 임진  | 30 17 계사 |

| - 2018년 - 5월 - 6월 - 7월 - 대한민국 제7회 전국동시지방선거 - 대한민국 2018년 재보궐선거 - 터키 대통령 선거 - 터키 총선 편집하기 |